# Ausbreitungsmechanismen von Pflanzen

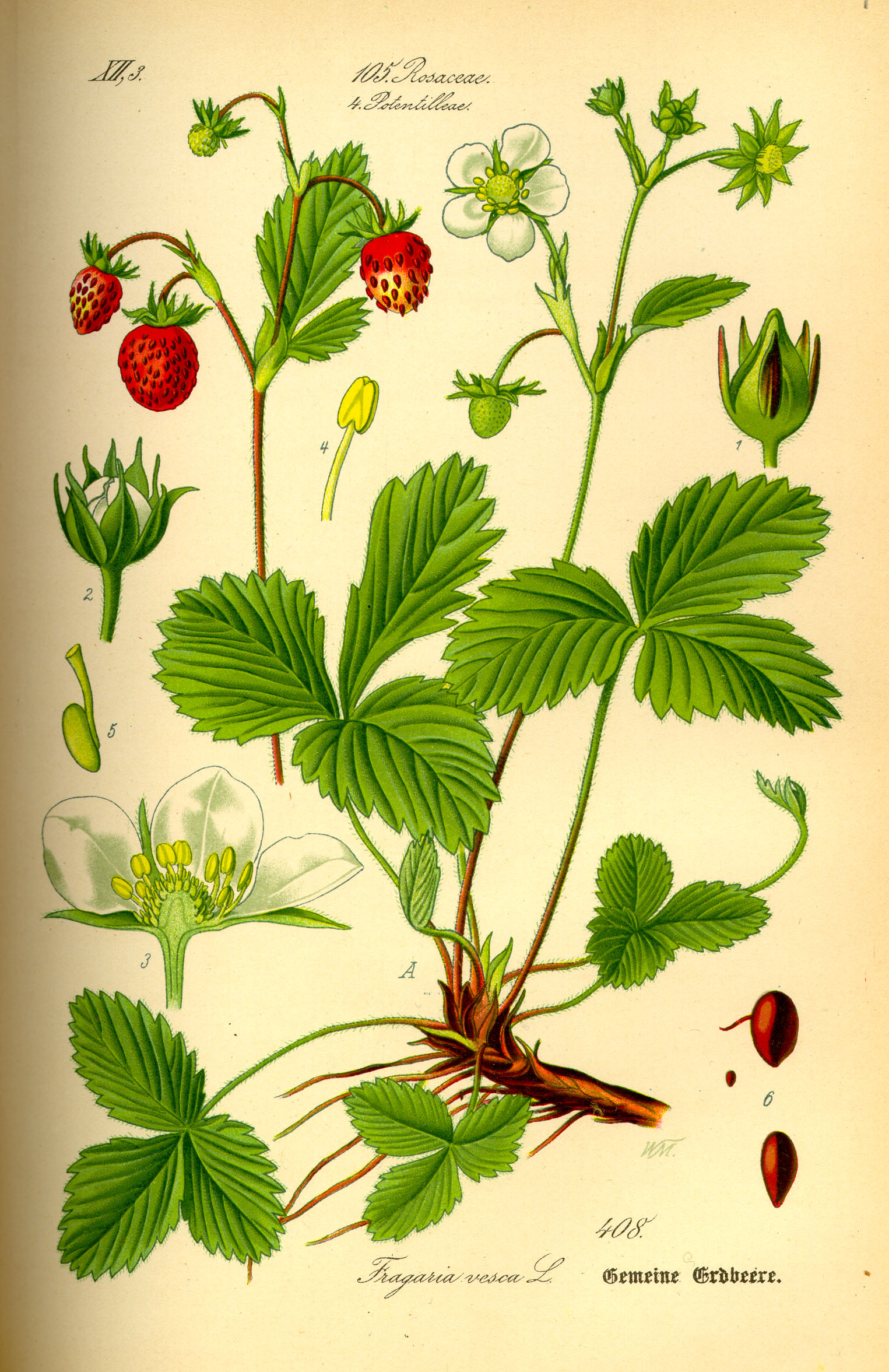
Die Walderdbeere nutzt als Ausbreitungsmechanismen die Endochorie, die Barochorie und die Blastochorie.

Die Ausbreitungsmechanismen von Pflanzen werden von der Chorologie in Zusammenarbeit mit der Pflanzenphysiologie untersucht.
Der Bestandteil -chorie der Begriffe geht auf griechisch χώρα, chóra, „Land, Raum“ von altgriechisch χωρίς, „ohne, gesondert“ zurück und umfasst alle Arten der Ausbreitung wie die Samenausbreitung, die Vermehrung über Selbstableger und die Ausbreitung durch den Menschen, also auch alle Aspekte der Verschleppung und der gärtnerischen Pflanzenvermehrung.